# Yeon Gaesomun
Yeon Gaesomun (603-666) fue un poderoso y polémico dictador militar y Generalísimo de los últimos días de Goguryeo, que fue uno de los tres reinos de la antigua Corea. Yeon también es recordado por una serie de resistencia exitosa en los conflictos militares con la dinastía Tang, bajo el emperador Li Shimin y su hijo el emperador Gaozong. El fracaso ante Yeon fue la única derrota que el emperador Li Shimin sufrió en el campo de batalla.
Historias tradicionales coreanas pintan a Yeon como un líder despótico, cuyas políticas crueles y la desobediencia a su monarca llevó a la caída de Goguryeo. Sin embargo, sus logros en la defensa de Goguryeo contra ataques chinos han inspirado a los historiadores nacionalistas coreanos, sobre todo el historiador de Corea del siglo XIX e intelectual Shin Chaeho, a llamar a Yeon el héroe más grande de la historia de Corea. Muchos estudiosos de Corea hoy eco Shin Yeon y alabanza como soldado y estadista sin igual en la historia de Corea, aunque otros estudiosos discrepan fuertemente. Académicos chinos y japoneses continúan manteniendo hoy una visión favorable de Yeon

## Biografía
Yeon Gaesomun fue el primero y más antiguo hijo de Yeon Taejo, el primer ministro (막리지, 莫 离 支) de Goguryeo durante los reinados de Pyeongwon de Goguryeo y Yeongyang de Goguryeo. Se sabe que la familia Yeon fue siempre de alto rango y estatus en Goguryeo. El abuelo Yeon Ja Yeon-yu fue también primer ministro de Goguryeo. La información sobre Yeon Gaesomun viene en gran parte del Samguk Sagi, de los registros de los reyes Yeongnyu y Bojang (Goguryeo vols. 8-10) y de la biografía del propio Yeon Gaesomun (vol. 49), habiendo sobrevivido grabados de las tumbas pertenecientes a sus hijos Yeon Namsaeng y Yeon Namsan, y las biografías de esos mismos hijos que aparecen en el Nuevo libro de Tang.
Los registros históricos chinos de Tang dan el apellido de Yeon Gaesomun como Cheon (泉, Quan en chino, que significa "agua de primavera"), porque Yeon (渊, Yuan en chino, que significa "cabeza de río") fue el nombre dado del emperador Gaozu de Tang (Li Yuan, 李渊), fundador y primer emperador de Tang, y por lo tanto un tabú para aplicar a otra por la tradición china (ver nombres tabú). También se refiere a veces como Gaegeum (개금 / 盖 金). En Nihon Shoki, aparece como Iri Kasumi (伊梨 柯 须弥)
Muy poco se sabe de los primeros días de Yeon, hasta que se convirtió en el gobernador de la provincia occidental (西部 大人), donde supervisó la construcción de la Cheolli Jangseong, una red de guarniciones militares para defender la zona de Liaodong de los invasores Tang.
- Datos: Q701717